# Державний історичний музей (Москва)
Державний історичний музей, скорочено ДІМ (рос. Государственный исторический музей, ГИМ, стара назва — Імператорський Російський Історичний музей імператора Олександра III) — значний національний музейний заклад у місті Москва з кількома філіями, розкиданими по різних кутах російської столиці.

## Передумови. Імперський період
На хвилі національного усвідомлення російської нації та з модою на історичні дослідження, колекціонування національних старожитностей — виникла ідея створення історичного музею.
Ідея зміцніла у 1872 і її почали діяльно реалізовувати граф Олексій Уваров та історик Іван Забєлін. З пропозиціями вийшли на ректора Імператорського Московського університету С. М. Соловйова, останній і розробив програму майбутнього музею. Музей засновано указом імператора Олександра II 21 лютого 1872 клопотаннями організаторів Політехнічної виставки 1872 року. Була створена комісія по фундації музею та формуванню його колекцій. У комісію увійшов і граф О. С. Уваров, колекціонер, що передав майбутньому музею власні збірки. Серед перших експонатів — артефакти відділу Кримської війни 1853—1856, які теж були на Політехнічній виставці.

## Етапи створення
Московський уряд (Дума) віддав під майбутню споруду музею ділянку землі неподалік самого Кремля, де колись стояла Земська приказна ізба 17 століття. Провели конкурс на найкращий проєкт музею. Перемогу здобули архітектор В. О. Шервуд і інженер А. О. Семенов, що дали інтерпретацію споруди в детальних історичних формах 17 століття.
1875 — закладено будівлю.
1881 — будівлю доведено до дахів і створені дахи — шатро.
1883 — за два роки створено першу експозицію і в музей потрапили перші відвідувачі.
Музей працював безкоштовно з 11 до 15.00, мав вихідний у суботу. Музей, окрім експозиції, мав власну читальну залу, створену за проєктом І. Бондаренка. Музей також отримав декілька приватних бібліотек (Черткова, Голіцина та ін.)
До музею почали надходити дарунки як від дворян (головних носіїв офіційної культури), так і від освічених московських купців та фабрикантів, нового прошарку капіталістичних ділків, зацікавлених в просвітництві чи благодійництві. Серед них — представники родин Уварових, Масальських, Голіциних. Декілька колекцій заклад отримав від купців із родин Грачових, Бахрушиних, Постнікових, Щукіних. Серед переданих речей:
- рукописи, історичні документи
- археологічні знахідки слов'янських племен
- скульптура (антична, російська)
- російський живопис, переважно портрети, історичні композиції
- графіка (малюнки, офорти, літографії, акварелі)
- історичні меблі
- керамічні вироби
- монети і медальєрне мистецтво
- печатки, жетони, нагороди
- ювелірні вироби,
- посуд з коштовних металів (Росія, країни Західної Європи, Азії)
- килими, гобелени, костюми, текстиль

Прогрес техніки відбився і на музейних збірках. Сюди передали фотоальбом з фотофіксаціями московських монастирів і церков. Після значних руйнацій пам'яток історії і культури Москви за часів СРСР часто це єдині документальні і містобудівні джерела.
З 1900 — нова експозиція за історичним принципом:
- неоліт
- Мідна епоха
- епоха заліза
- залишки матеріальної культури скіфів
- античні міста Північного Причорномор'я
- пам'ятки країн Кавказу, України
- Київська Русь, Великий Новгород, Володимиро-Суздальське князівство, Московія
- 18 століття
- Війна 1812 року.

## Підрадянський період
У 1918 столицю перевели з Петрограда у Москву. Розпочато реформування московських музеїв, серед них і Імператорського Історичного. Він отримав нову назву — Державний Російський Історичний музей.
У 1922 як філію Історичний музей отримав Музей дворянського побуту 1840-х в Москві.
У 1928 кількість філій значно збільшилась через націоналізацію маєтків і покинутість історичних споруд і садиб. Історичний музей отримав низку історичних споруд як у Москві, так і за її межами. Серед них:
- «Музей-собор Василя Блаженого»
- «Музей колишня Грузинська церква»
- «Музей архітектурних пам'яток села Коломенського»
- «Музей Пафнутів-Боровського монастиря»
- «Генуезька фортеця» в місті Судак в Криму
- «Музей Олександрівського монастиря».
- «Палати бояр Романових» — з 1932
- «Новодівочий монастир» — з 1938.

З 1928 музейна робота зорієнтована і перенаправлена на комуністичну пропаганду. Цензурні обмеження і заборони торкнулись і вигляду музею, і його декору. З шатрових дахів познімали двоголових орлів, частку стінописів з портретами російських імператорів замалювали чи знищили взагалі. Особливо поспішали до виставки роковин 20-річчя жовтневого перевороту 1917 року.
Концепція музею була імперською за характером і за часів СРСР, але зорієнтована на комуністичну ідеологію. Експозиція будувалася на спадковості від часів античності і Візантійської імперії до СРСР.

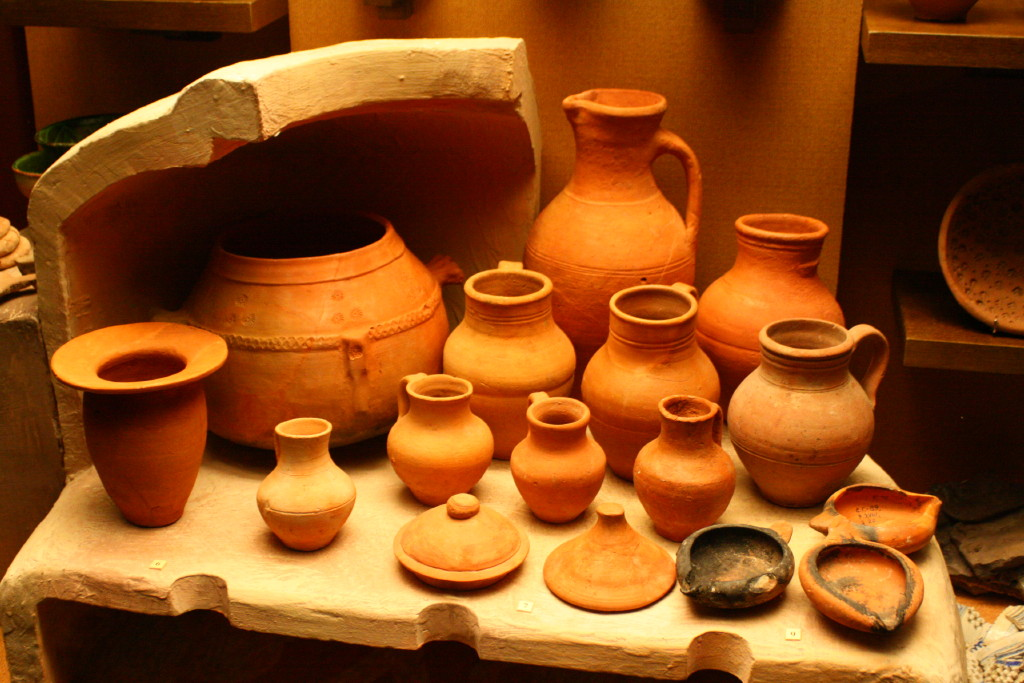
Кераміка Золотої Орди
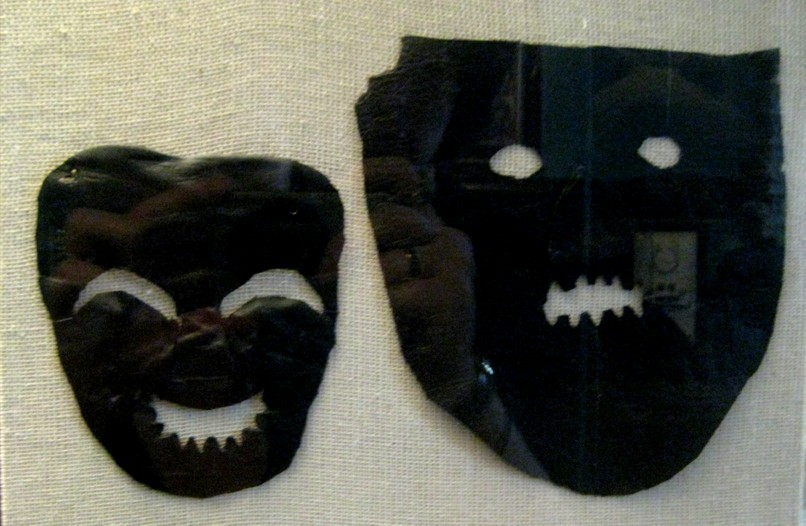
Шкіряні маски скоморохів, з розкопок у Великому Новгороді
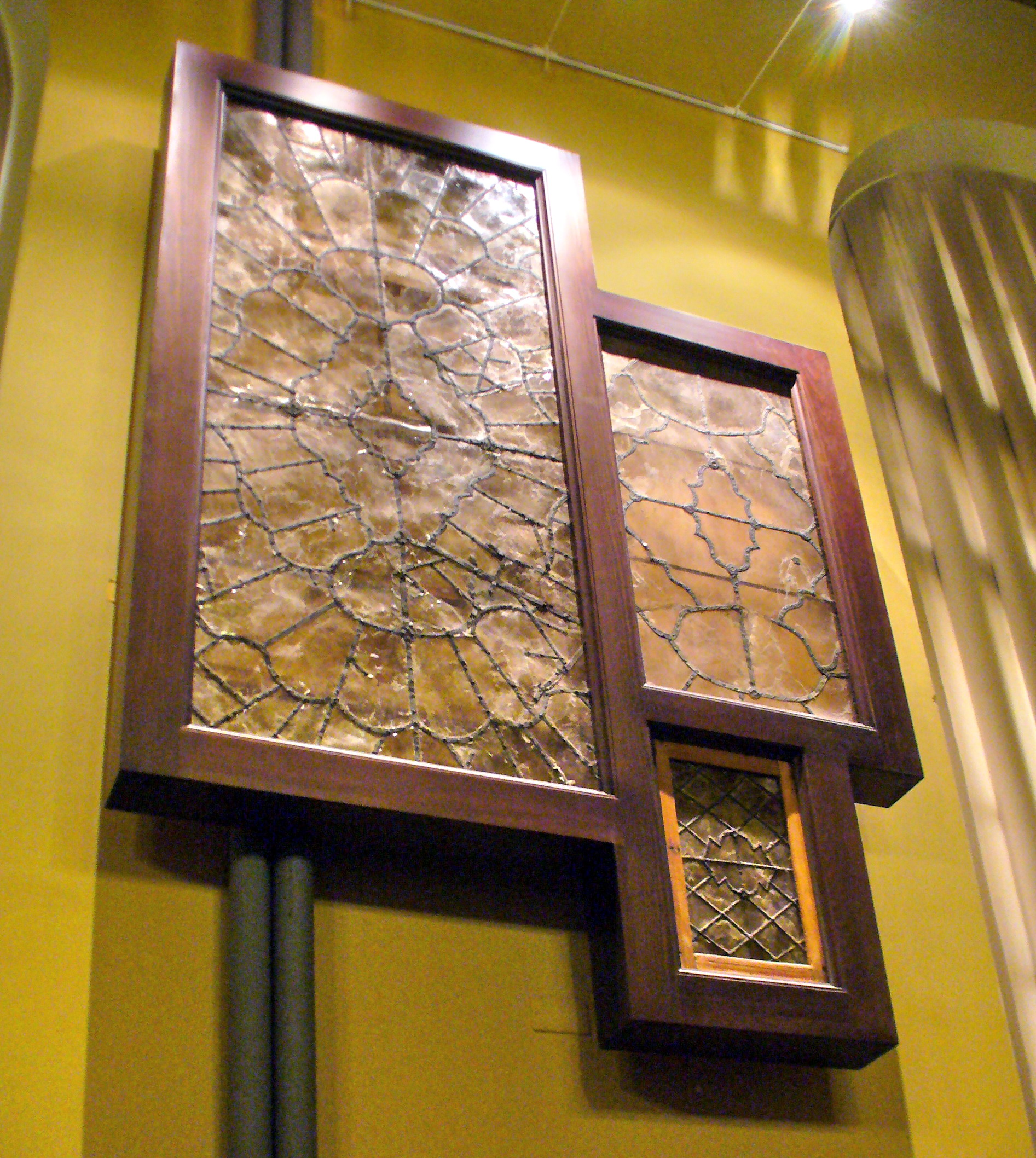
Вікна з використанням слюди
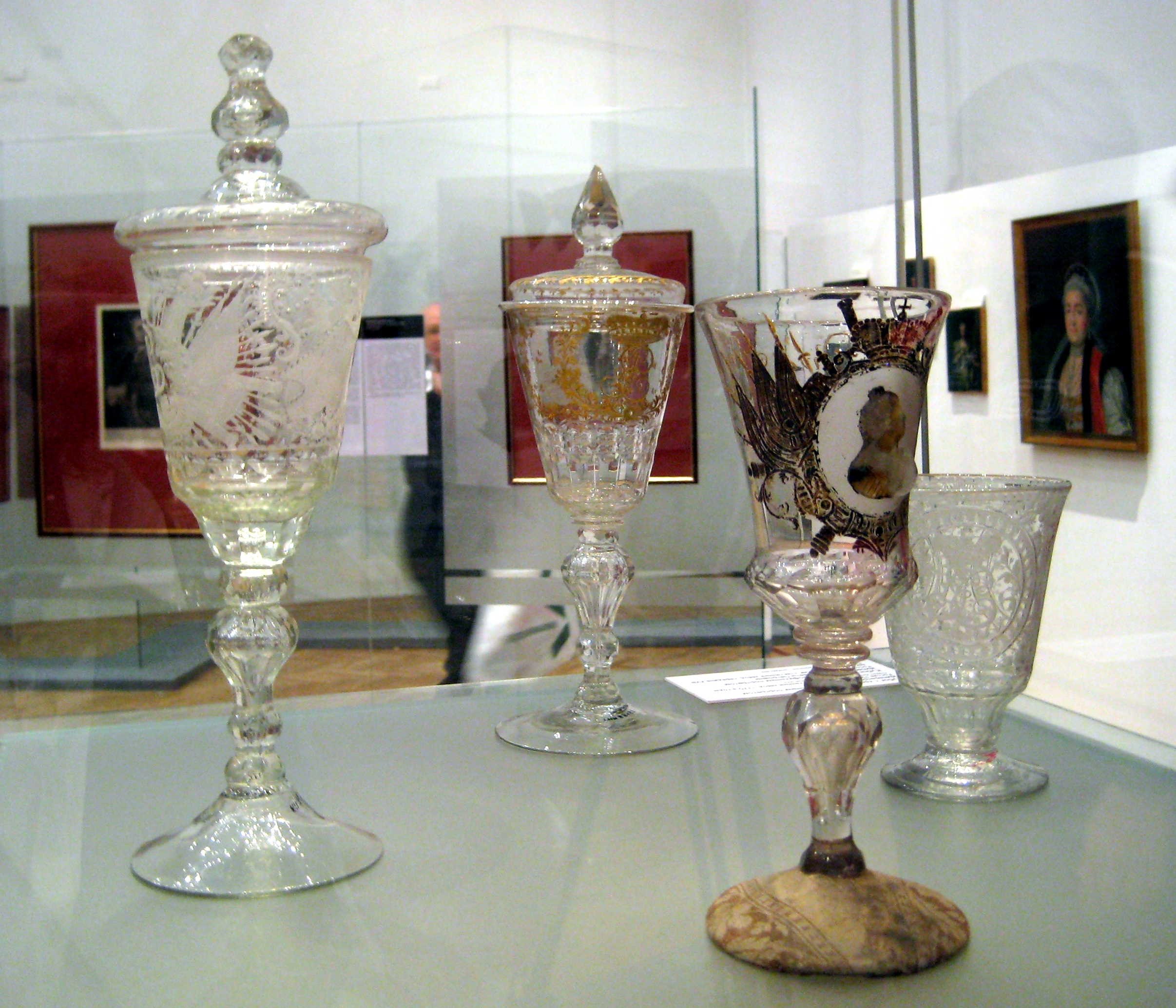
Вироби з кришталю та скла
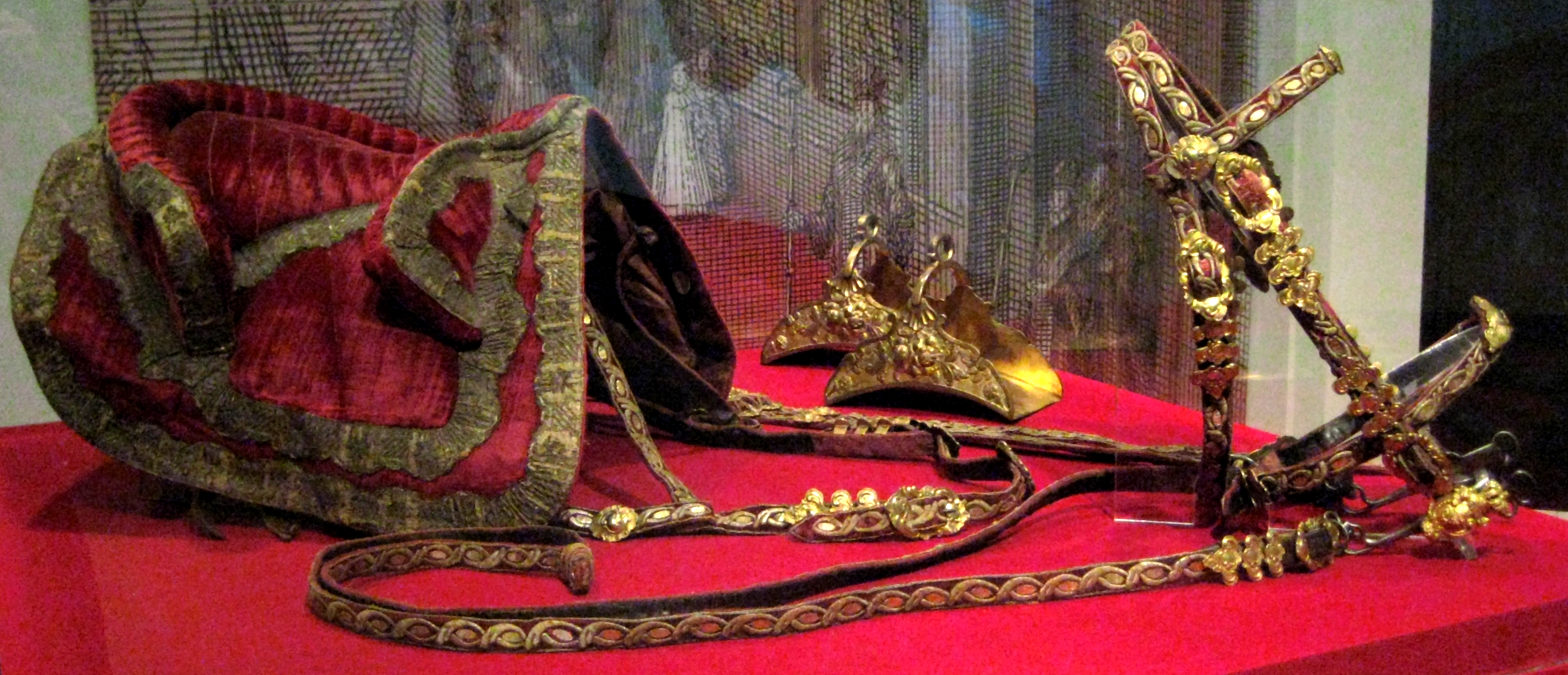
Кінська парадна сбруя
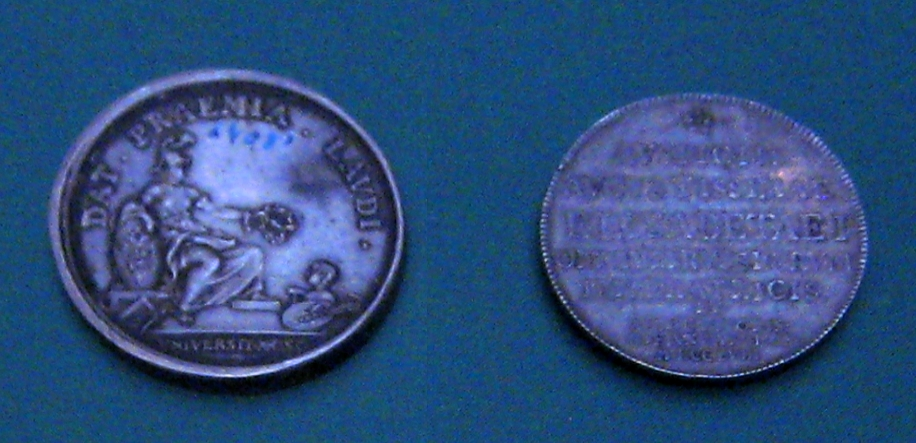
Медаль 18 століття
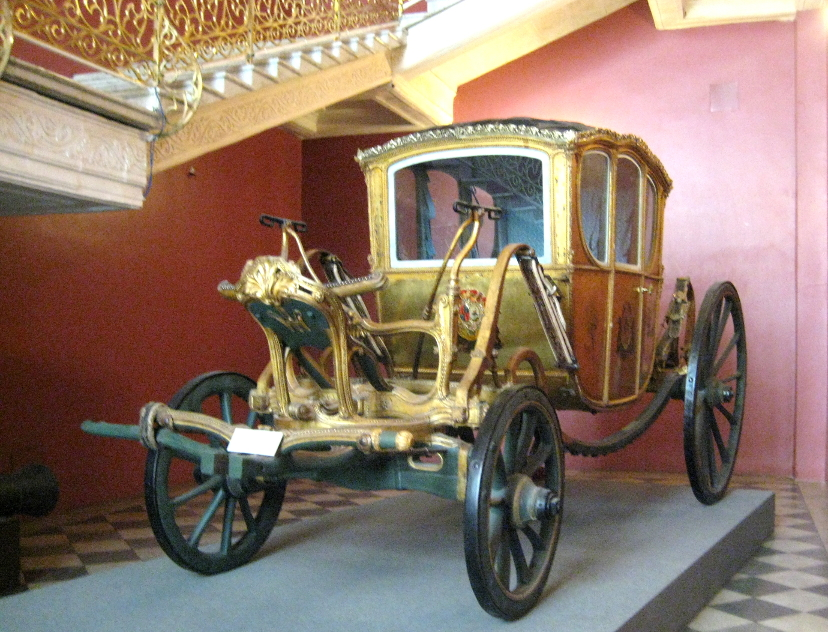
Візок вельможі 18 ст. Майстер Е. Кенель
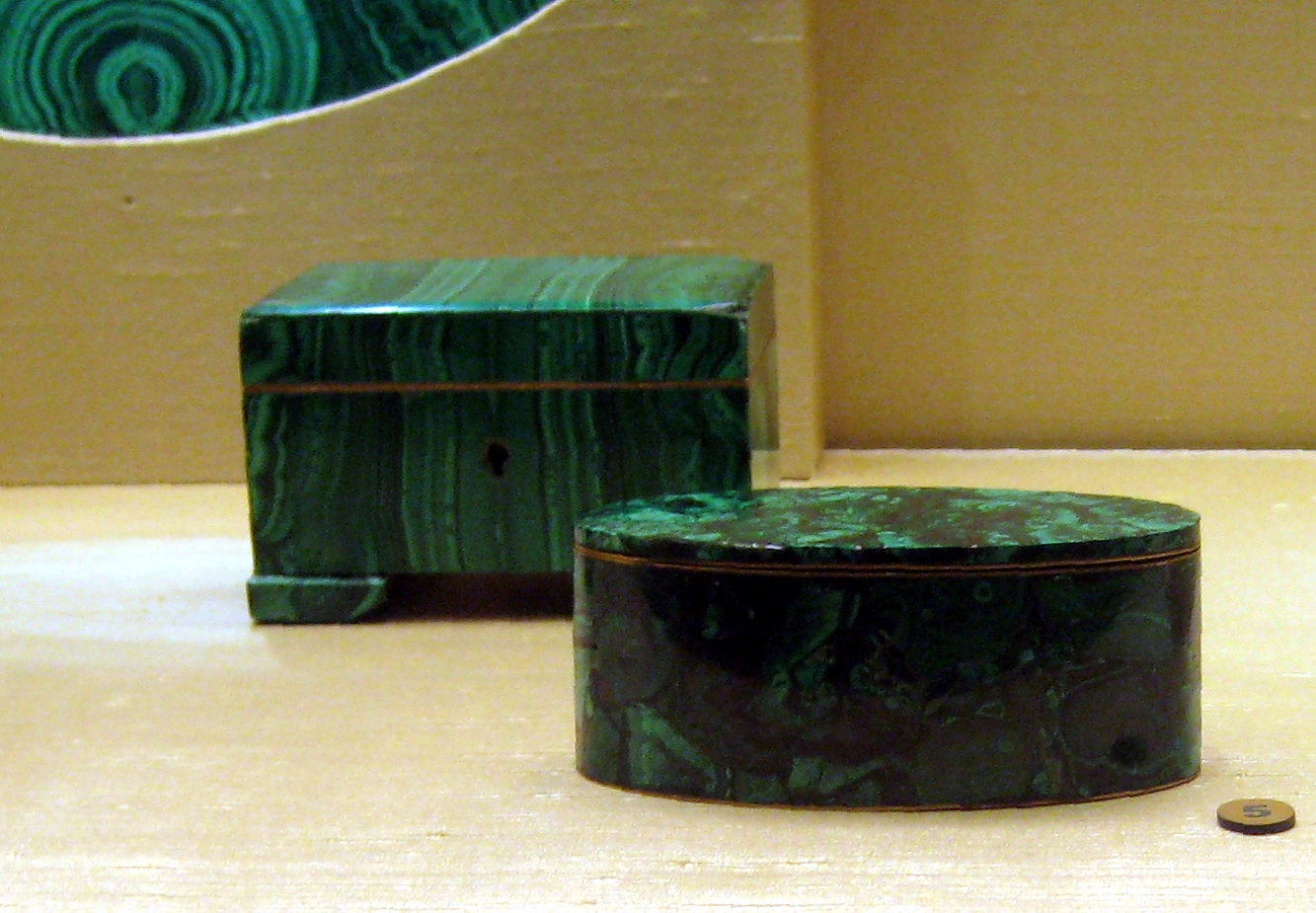
Вироби з малахіту 19 ст.

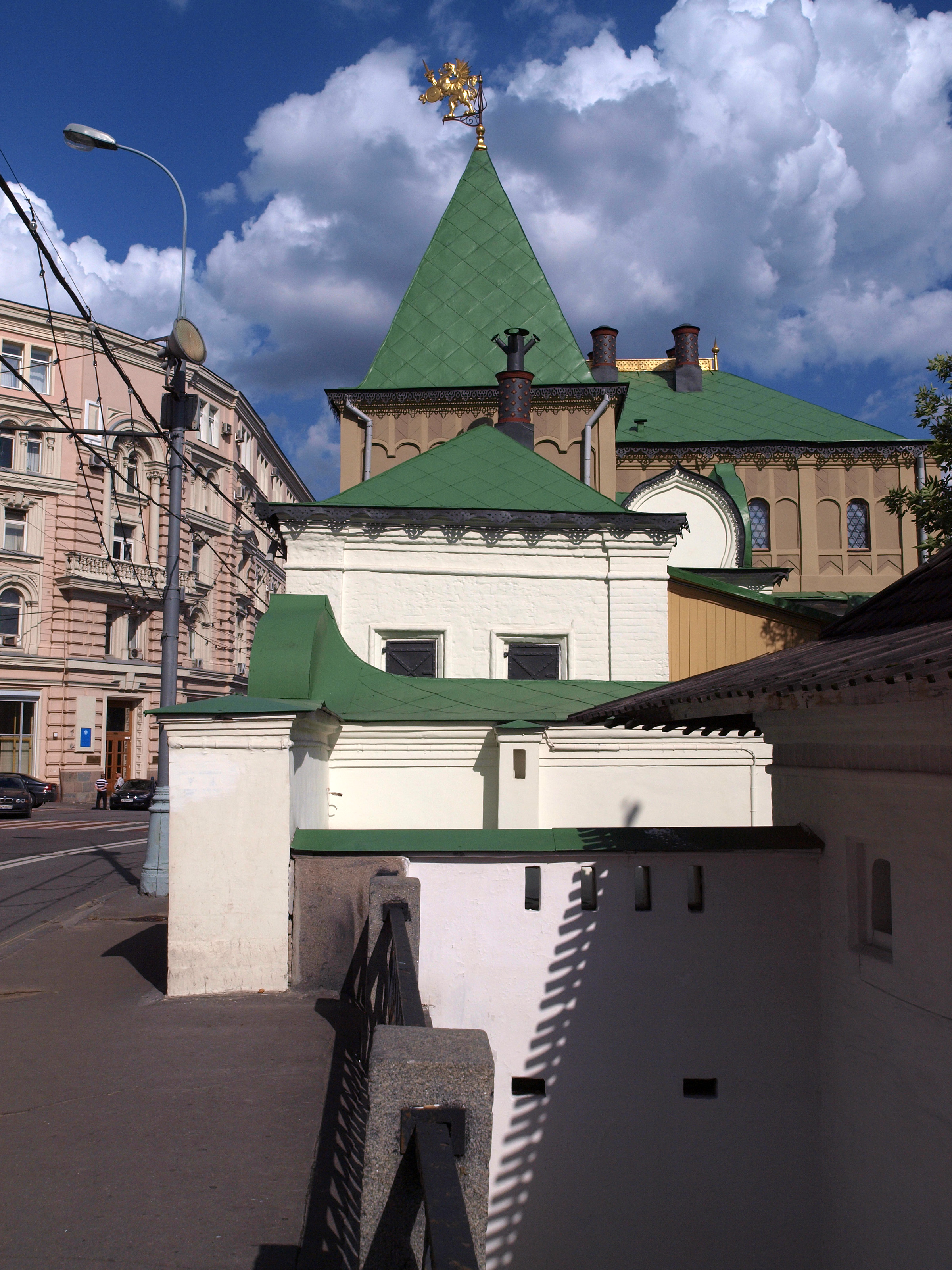
Палати бояр Романових, Москва, філія ДІМ
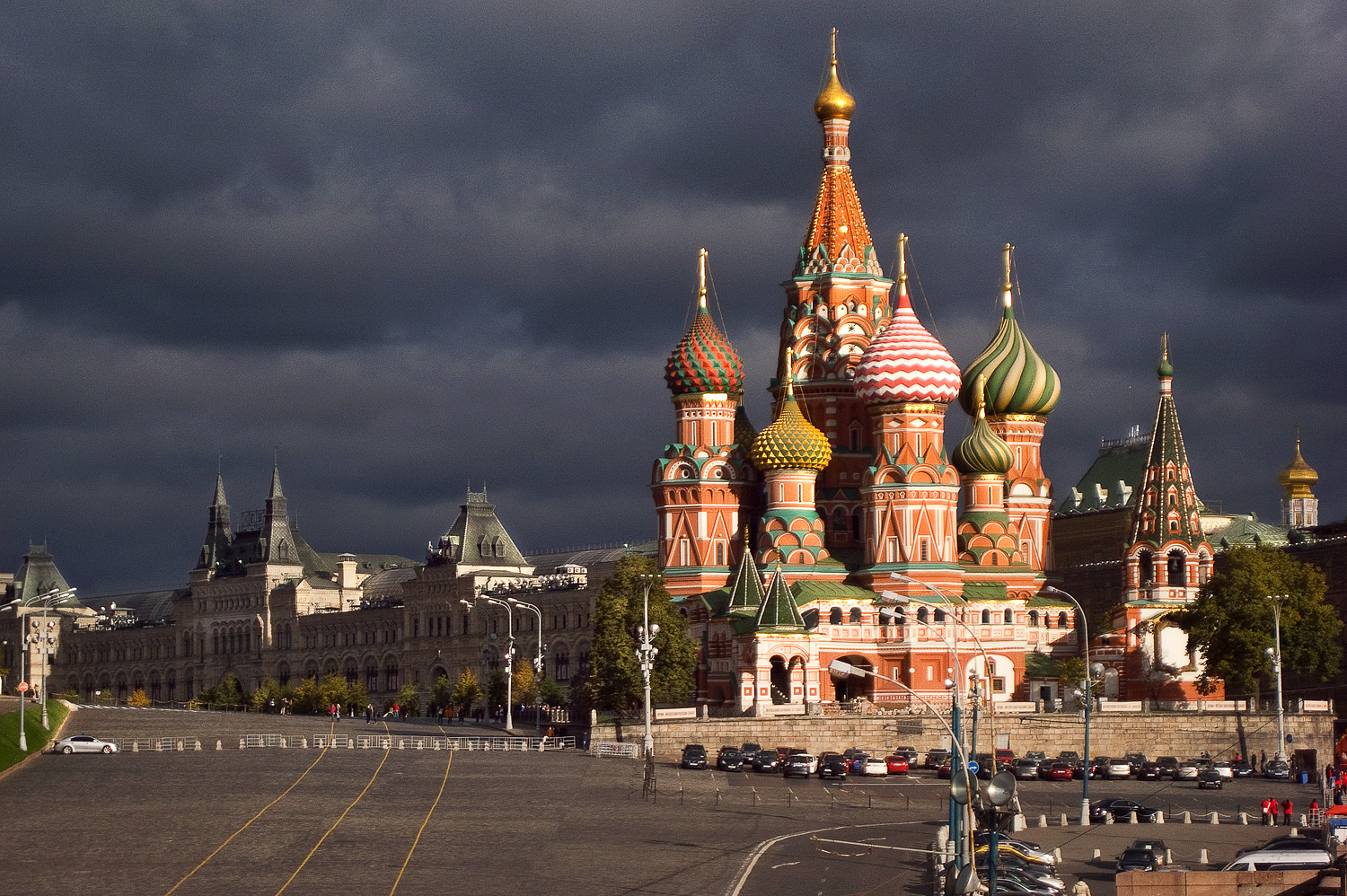
Музей-собор Василія Блаженного, філія ДІМ
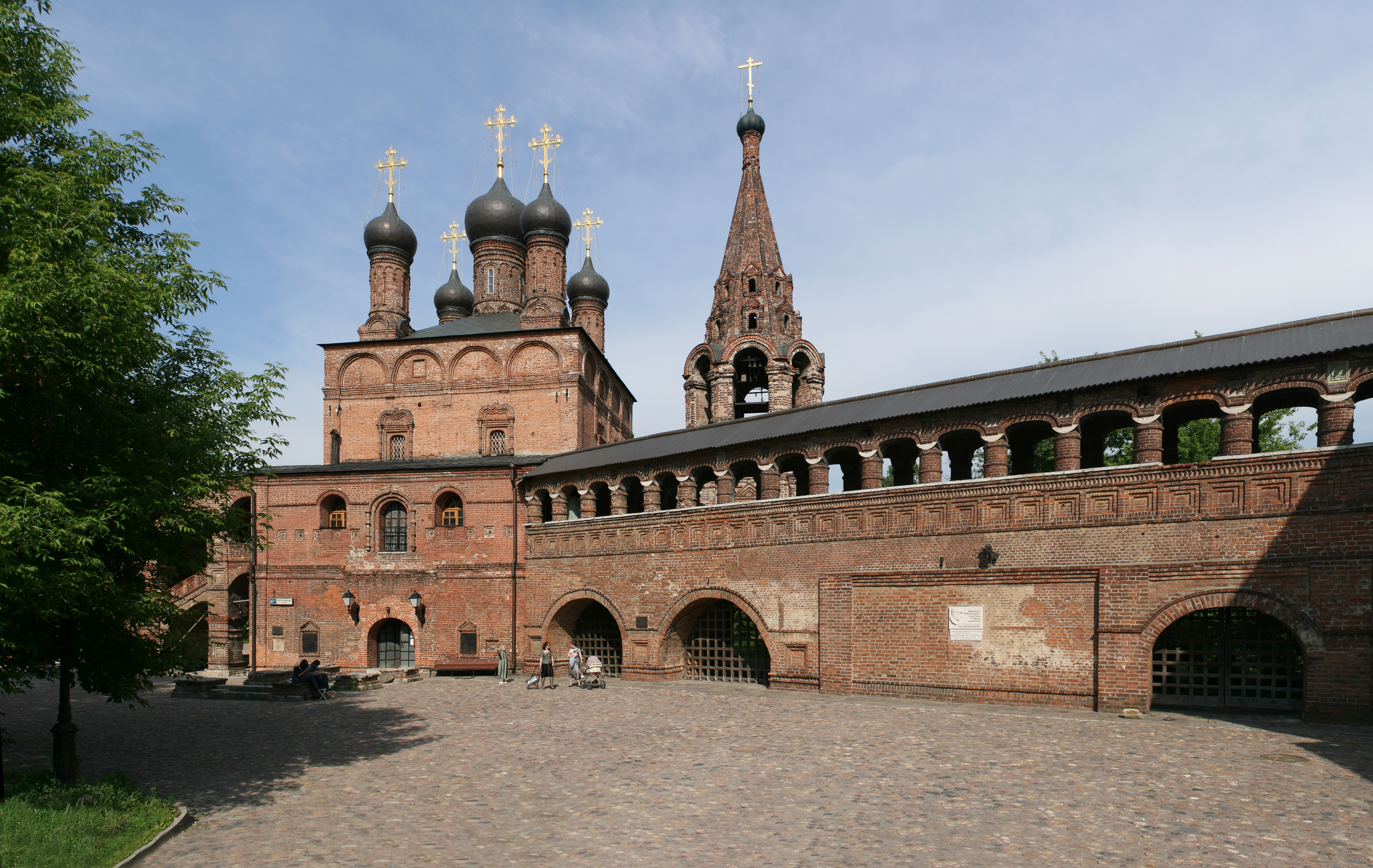
комплекс споруд у Крутицях, філія ДІМ
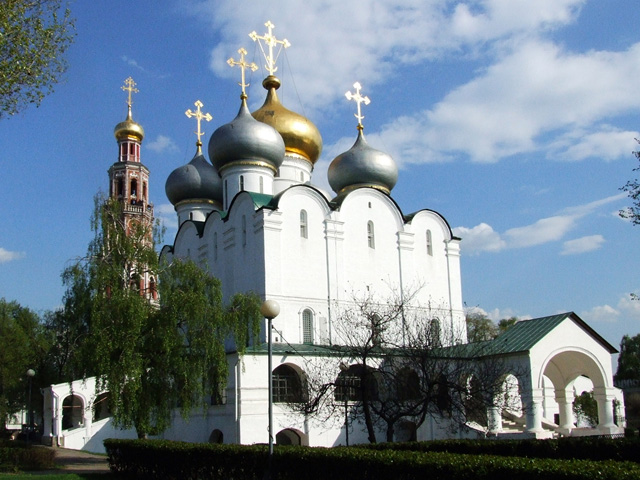
Новодівочий монастир, Смоленський собор, філія ДІМ

В той же час до запасників московських музеїв переміщувались коштовні експонати, награбовані радянською адміністрацією на «визволених» землях. Так, у 1940-березні 1941 з Вишнівця до ДІМу вивезено найкращі картини, скульптури, меблі, злоті та срібні речі, стародруки і цінну бібліотеку. Деякі з цих культурних цінностей виставлені в експозиції музею.

## Після розпаду СРСР
Були завершені ремонто-реставраційні роботи, що розпочался ще у 1980-ті. (Ще у 1986 Державний історичний музей зачинили на ремонт та реконструкцію). По розпаду СРСР — на дахи наново повернули золочених двоголових орлів.
У 1996 фонди музею становили 4 373 757 одиниць збереження. Музей разом з численними філіями став одним з найбільших Російській федерації.
У 2008 музейний заклад отримав від уряду медаль «Символ Науки».

## Філії Державного історичного музею
- Храм Покрови на Рові (Василія Блаженного)
- Церква Святої Трійці у Нікітніках
- царська садиба Ізмайлово
- садиба Романових у Зарядді
- комплекс споруд у Крутицях
- Новодівичий монастир з цвинтарем у Лужниках.

## Архітектура
За задумом створювачів, проєкт «Отечество» звертався до традицій давньоруської, старомосковської архітектури. Будівля мала привнести новий дух у Кремлівський ансамбль і переосмислити образ Красної площі: з подоби Римського Форуму перетворити її на символ народності і перекликатися з Покровським собором. Шервуд запозичив прийоми і деталі давньоруського зодчества, що допомогло йому створити зразковий приклад псевдоросійського стилю, популярного у другій половині XIX ст. у Росії, згідно з тенденцією розвитку історизму. На думку багатьох мистецтвознавців, Шервуд вдало сумістив традиційні в російському зодчестві елементи оформлення з червоною цеглою. В оформленні фасадів використані 15 видів кокошників і 10 різних ширинок, шатра, арки, гирки, аркатурні пояси, кіотці і тягнуті карнизи. Розчленований силует фасаду гарно сполучується з виглядом храму Василія Блаженного і композиційно врівноважує дві будівлі на Красній площі. Для обробки інтер'єрів використовувалися лише дорогі матеріали. Наприклад, підлога Парадних сіней та сходів виконана з каррарського мармуру майстрами артілей Захарова та Кампіоні. Окрім інтер'єрів, Шервуд спроєктував спеціальні експозиційні вітрини. Вони виконувалися з дуба і мали дві частини: нижню закриту для зберігання предметів і верхню зі скляною кришкою для демонстрації експонатів..
Через деякий час між Шервудом і Забєліним виник конфлікт через різні погляди на те, як на оформленні музею мають позначитися національні архітектурні традиції. Забєлін заявив, що «Шервуд і Семенов надходять з великою норовою і проєктують щось зовсім не російське». Крім того, Шервуд почав розробляти інтер'єри ще до отримання офіційного замовлення, відводячи першорядну роль оформленню, а не експонатам. У 1879 році архітектор був відсторонений від будівництва, а в 1886 Забелін відмовив йому на посаді співробітника музею. Критика проєкту зустрічалася й пізніше: багато хто вважав помилкою знесення двохсотрічної будівлі Головної аптеки.

## Експозиції

Анонім середини 18 ст. Копія картини Ф. С. Рокотова. «Картинна галерея графа І. І. Шувалова»

На двох поверхах історичної споруди під експозицію відведено тридцять дев'ять залів (39). Початок — з другого поверху. У 2006 працівники Державного Історичного Музею закінчили створення нової постійної експозиції. Найдавніші історичні етапи представлені у залах другого поверху. Російська держава у 18 столітті представлена у залах третього поверху. В експозиції представлено близько 22 000 речей, здебільшого малих. Протяжність виставкових залів досягає трьох кілометрів. Поряд з оригіналами представлені новітні аудіовізуальні пристрої з моніторами, де можна побачити речі, споруди, краєвиди чи фрагменти речей, що не увійшли в експозиції. Перш за все це стосується рукописів. Історична експозиція довелена до початку 20 століття.

## Зброя
У березні 1909 відомий московський негоціант французького походження Олександр Андрійович Катуар де Біонкур подарував закладу власну колекцію холодної і вогнепальної зброї. Збірку перевезли у двадцятьох двох ящиках. Це був рідкісний для імперії зразок систематичної колекції, яку збирали цілеспрямовано і довго.
Олександр Андрійович був прихильником полювання, заради якого приїздив на Алтай чи у Західну Європу. Був також покупцем рідкісних зразків вогнепальної зброї багатьох антикварних магазинів та ярмарків. Заклопотаний долею власної збірки, він передав (окрім зброї) музейному закладу 10.000 рублів на облаштування приміщення, де експонували його збірку.

## Килими
Збірка килимів і гобеленів Державного історичного музею — невелка. Але музейники зробили усе від них залежне, аби хоча би пунктиром позначити історію розвитку килимарства у країнах Азії, Західній Європі і Росії. Збірка килимів і гобеленів — частина відділу текстилю та історичних костюмів. Хронологічні межі музейної колекції 16 — 20 століття.
- В невеликій збірці гобеленів Фландрії 16 століття — килим 16 століття на біблійний сюжет «Повернення блудного сина». Біблійна тематика переважала і в творах 17 століття. В колекції практично відсуті килими попереднього періоду 15 століття — мільфльори. Залишки впливів мільфльорів відчутні в гобелені «Повернення блудного сина», де розкидано декілька рослин, виконаних з провінційною безпосередністю. До 16 століття належить і килим — вердюра з зображенням рослин і тварин. Лише в центрі відведене невелике місце для батальної сцени (невідома майстерня Нідерландів 16 ст.)

- Французькі гобеленові майстерні посіли почесні місця у 17 столітті. Історичний музей має лише декоративні вироби майстерень Обюссона 19 ст.
- В російській імперії виробництво власних гобеленів налагодили тільки у 18 ст. В музейній збірці є зразки 18 — 20 століть. Сюжети російських гобеленів 18 століття — малосамостійні, переважають імітації картин західноєвропейських художників (гобелен «Купання Вірсавії» 18 ст., гобелен «Полтавська баталія», 1764 р.). Серед творів 20 століття — поодинокі зразки килимів і гобеленів майстрів доби СРСР (майстриня Звірбуле, килим, 1970 р., майстриня Гусейнова «Пам'ятки архітектури», 1971, майстриня Латоніна «Срібні рейки» тощо).

- Має музейна збірка і невелику кількість килимів України, Азербайджану, Дагестану. Серед найкращих зразків — ворсовий килим з Азербайджану, що має дату 1801 рік. Значну мистецьку вартість має килим з міста Дербент, датований 1910-ми роками 20 століття.

## Письмові джерела
Кількість письмових джерел Державного історичного музею сягає 15.000.000 одиниць збереження. Особливістю відділу є — приналежність цих джерел також Архівному фонду та Музейному фонду Російської Федерації.

## Збірки живопису і графіки

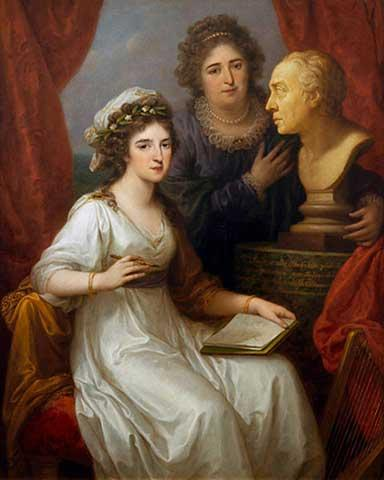
Ангеліка Кауфман. «Графиня Анна Чернишова з дочкою Катериною»

Оскільки музей має історичний, а не образотворчий профіль, збірки живопису включають як відомих, так і другорядних, провінційних чи самодіяльних митців. Адже останні, найменше пов'язані з столичними колами і менш підвладні політичному тиску, бралися за відтворення сюжетів і тем, цікавих історикам і нащадкам, але не розроблених відомими столичними майстрами. Тому в експозиціях поряд можна бачити твори Шимона Богушовича, викрадені росіянами з України, і Василя Верещагіна, провінційного портретиста і Іллі Рєпіна, копії художників-кріпаків з картин і портретів столичних митців, малюнки і замальовки дворян (альбоми дворянських родин, малюнки декабриста Бестужева).
Особливу групу в збірці живопису музею складають твори Верещагіна, присвячені війні 1812 року. Дещо суха, реалістична художня манера митця майже документально відображає історичні події. Верещагін показує божевілля і нудьгу провінційного побуту вояків, бруд і пил халуп, що ставали тимчасовими помешканнями солдат, страшну дійсність війни. Серед збірки його полотен тут -
- «Наполеон І з генералами на Бородінському пагорбі», 1897 р.
- «Селян захопили зі зброєю? Розстріляти!» (Наполеон І і російські селяни-партизани), 1887—1895 рр.
- «Розстріл в Кремлі», 1897—1898 рр.
- «Відступ французів з Петровського подорожнього палацу», 1895 р.
- «Мир за всяку ціну!» (Наполеон та генерал Лорістон)

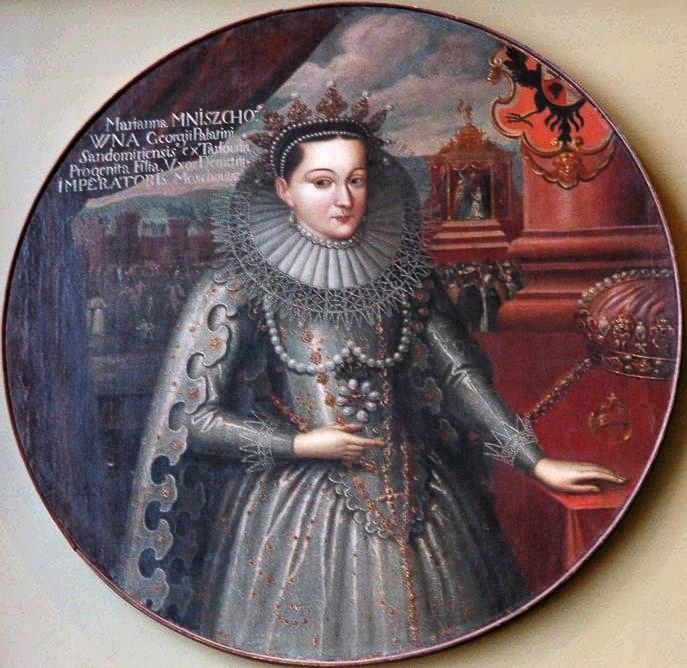
Шимон Богушович. «Коронаційний портрет цариці Маріанни Мнішек»
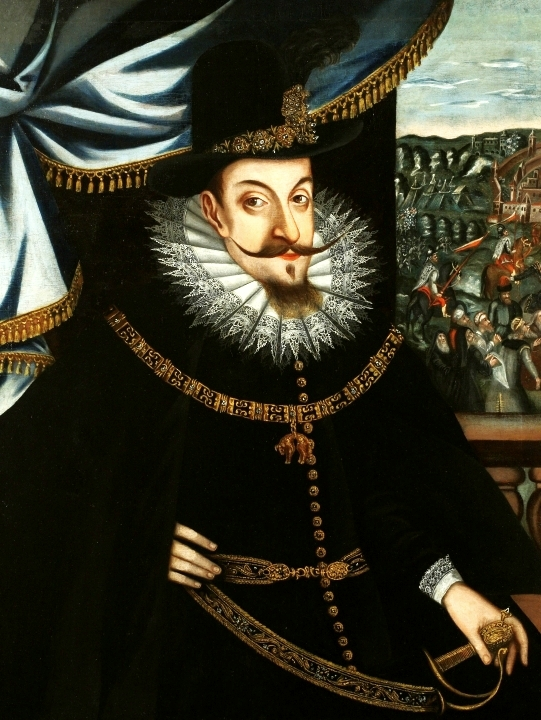
Шимон Богушович. «Польський король Сигізмунд III Ваза»
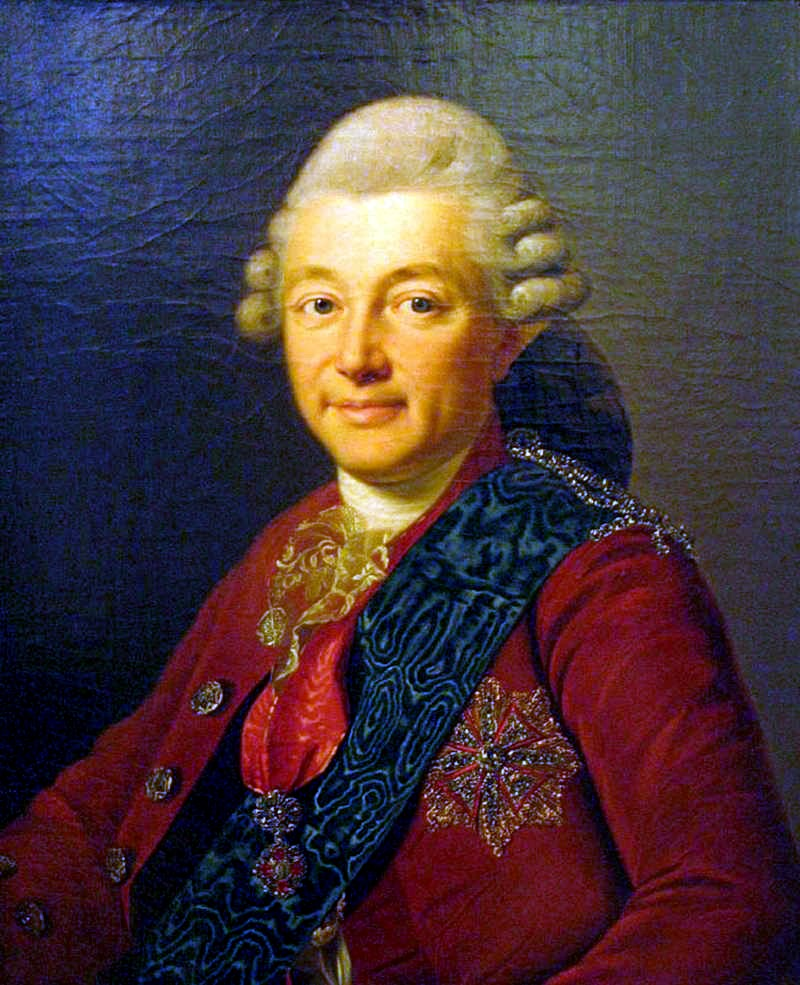
Анонім. копія портрету О. С. Строганова з оригіналу Олександра Росліна
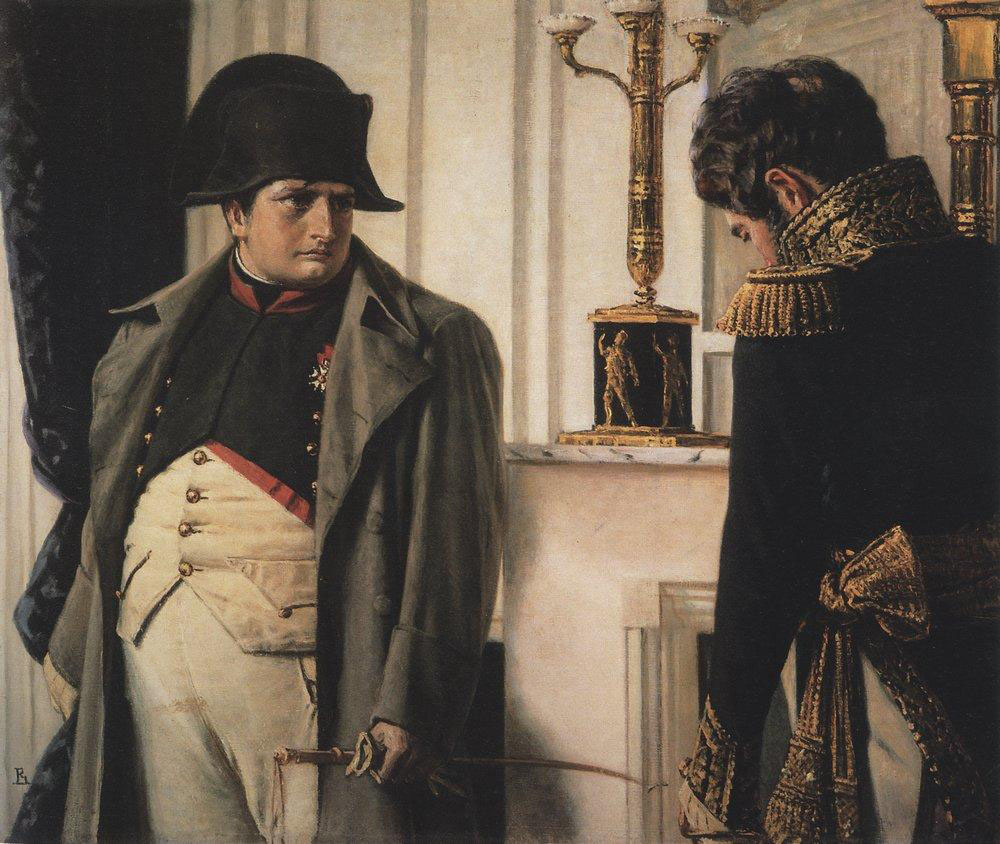
Верещагін В. В. «Мир за всяку ціну!» (Наполеон та генерал Лорістон)
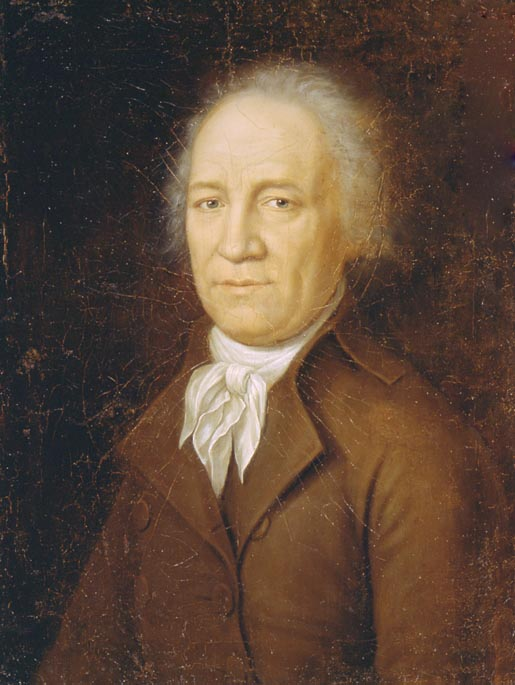
Повінційний маляр. «Болотов Андрій Тимофійович»
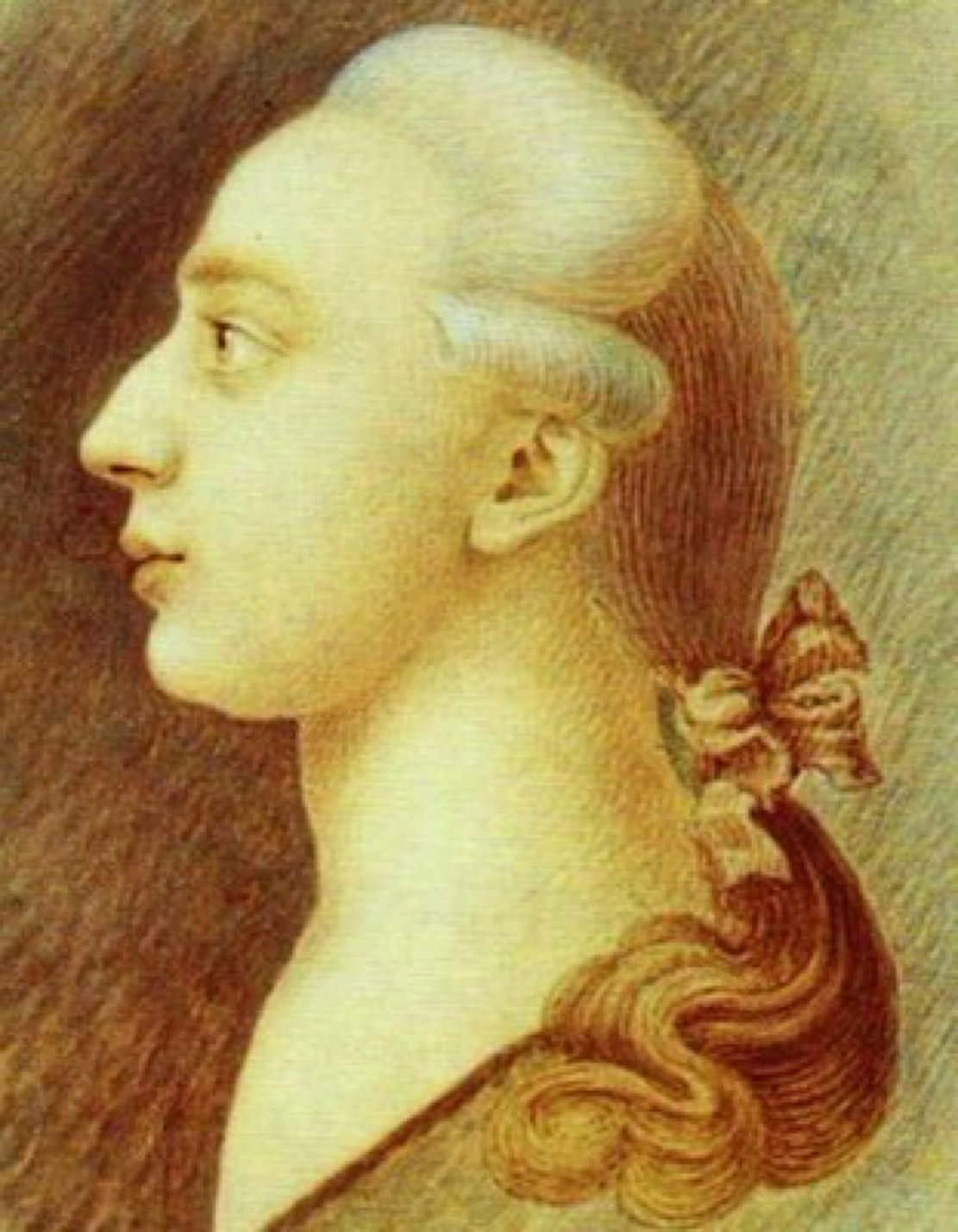
«Джакомо Казанова», малюнок його брата Франческо.
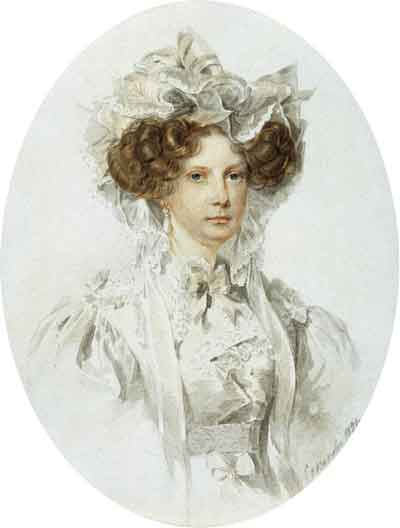
П. Ф. Соколов. «Велика княгиня Олександра Федорівна»
Малюнок Кольмана з приводу повстання вояків 14 грудня 1825 р. на Сенатській площі Санкт-Петербурга. з садиби Фаллє Бенкендорфів.
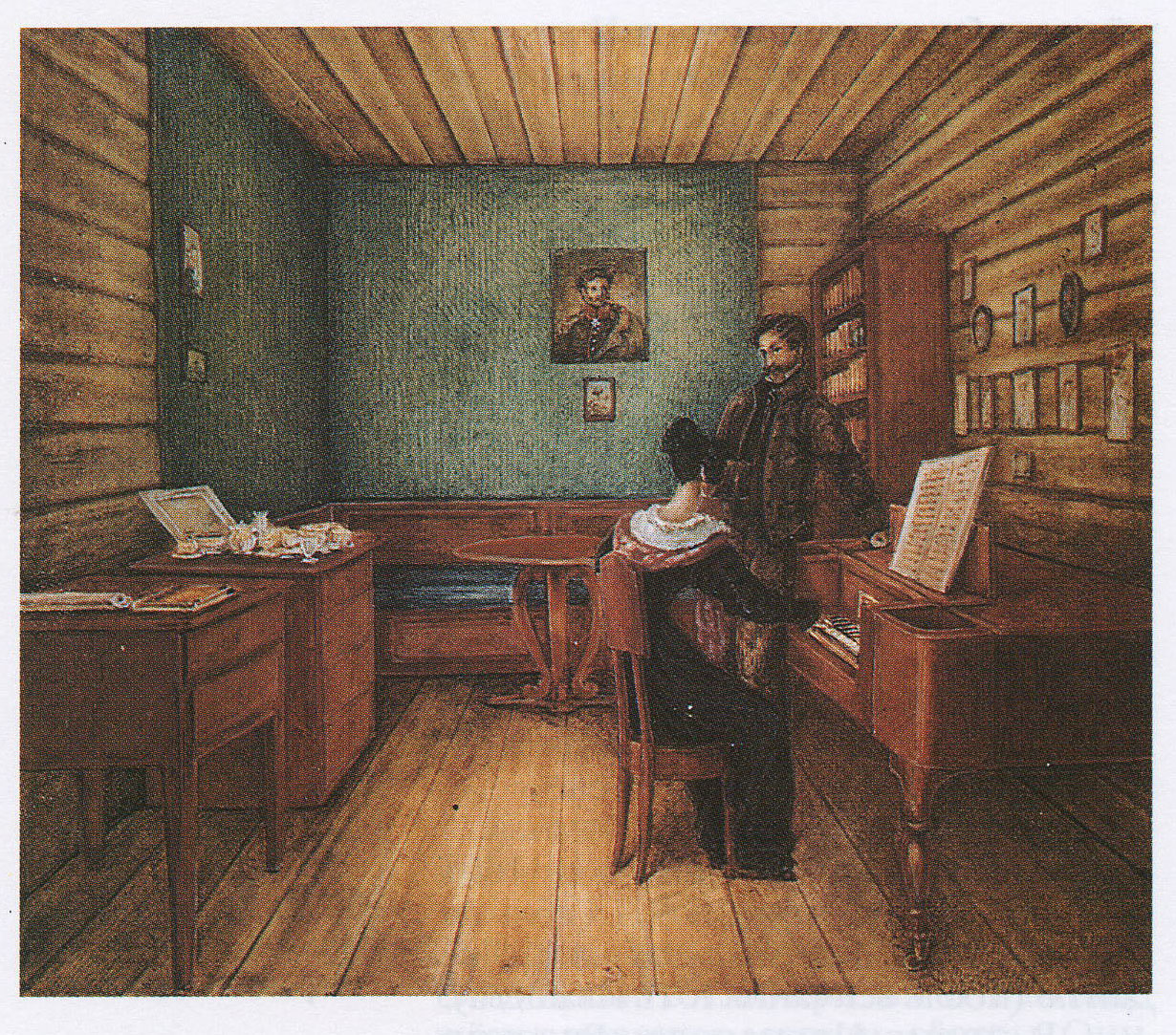
М. Бестужев. «Декабрист Волконський С. з дружиною в камері у Петровській в'язниці»
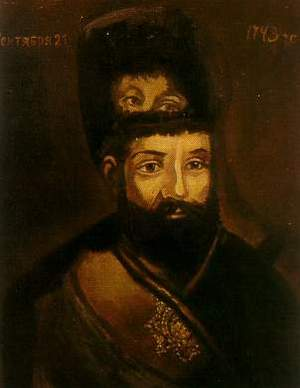
Повінційний маляр. Портрет Пугачова поверх портрета імператриці Катерини II. Часткова розчистка.